# Sadská
Sadská je město v okrese Nymburk ve Středočeském kraji. Leží v Polabské nížině na Poděbradsku, 37 kilometrů východně od Prahy na „staré“ silnici do Poděbrad. Žije v něm přibližně 3 300 obyvatel. V letech 1850–1931 obec náležela do okresu Poděbrady, od roku 1950 do okresu Nymburk. Severně od Sadské, za bývalými lázněmi, se rozprostírá lužní les se slepým ramenem Labe a umělé jezero s chatovou oblastí Vodražka, vzniklé při těžbě písku v letech 1972–1992. Krajina v severozápadním sousedství města je chráněna jako Přírodní park Kersko-Bory.

## Historie

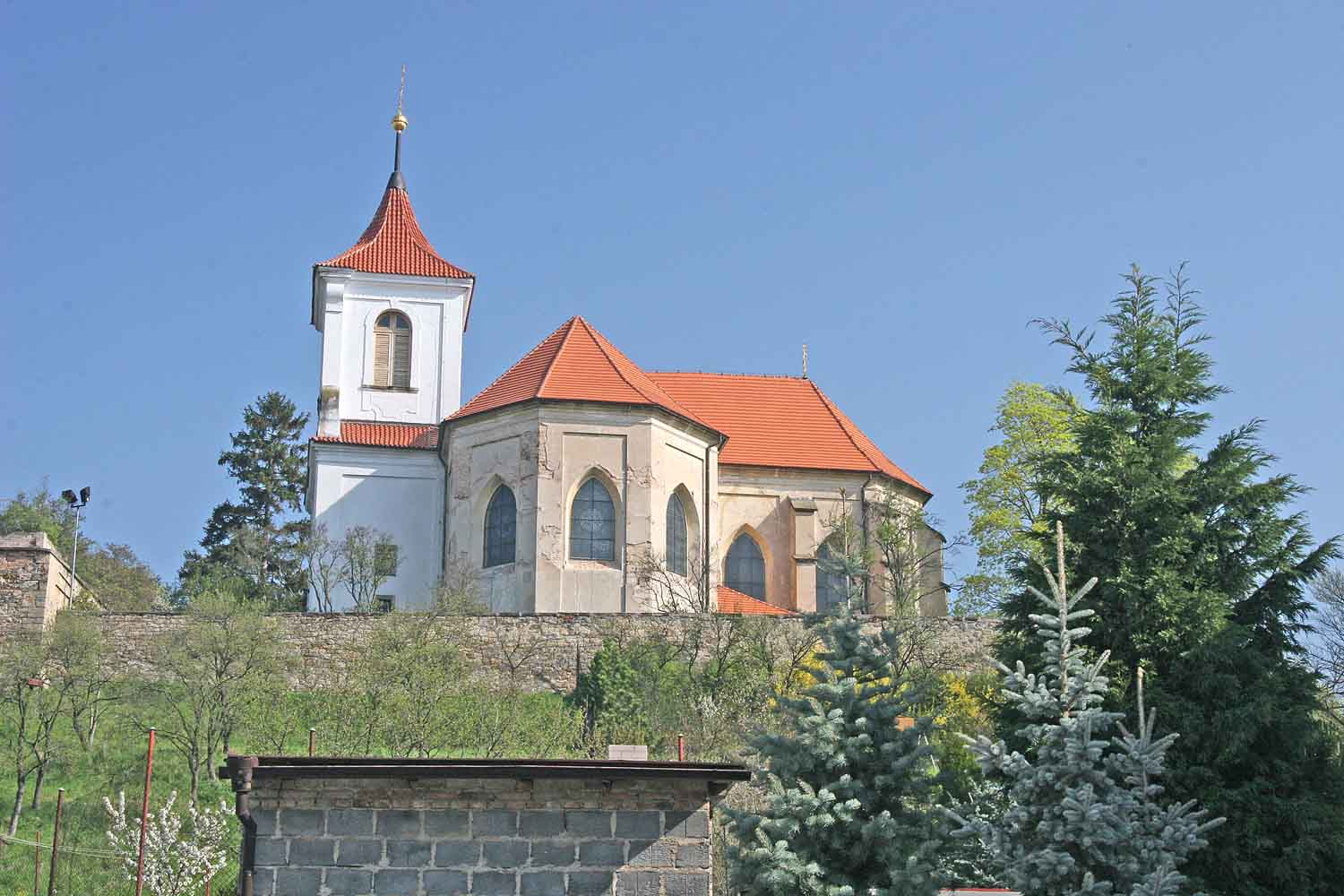
Kostel svatého Apolináře v Sadské

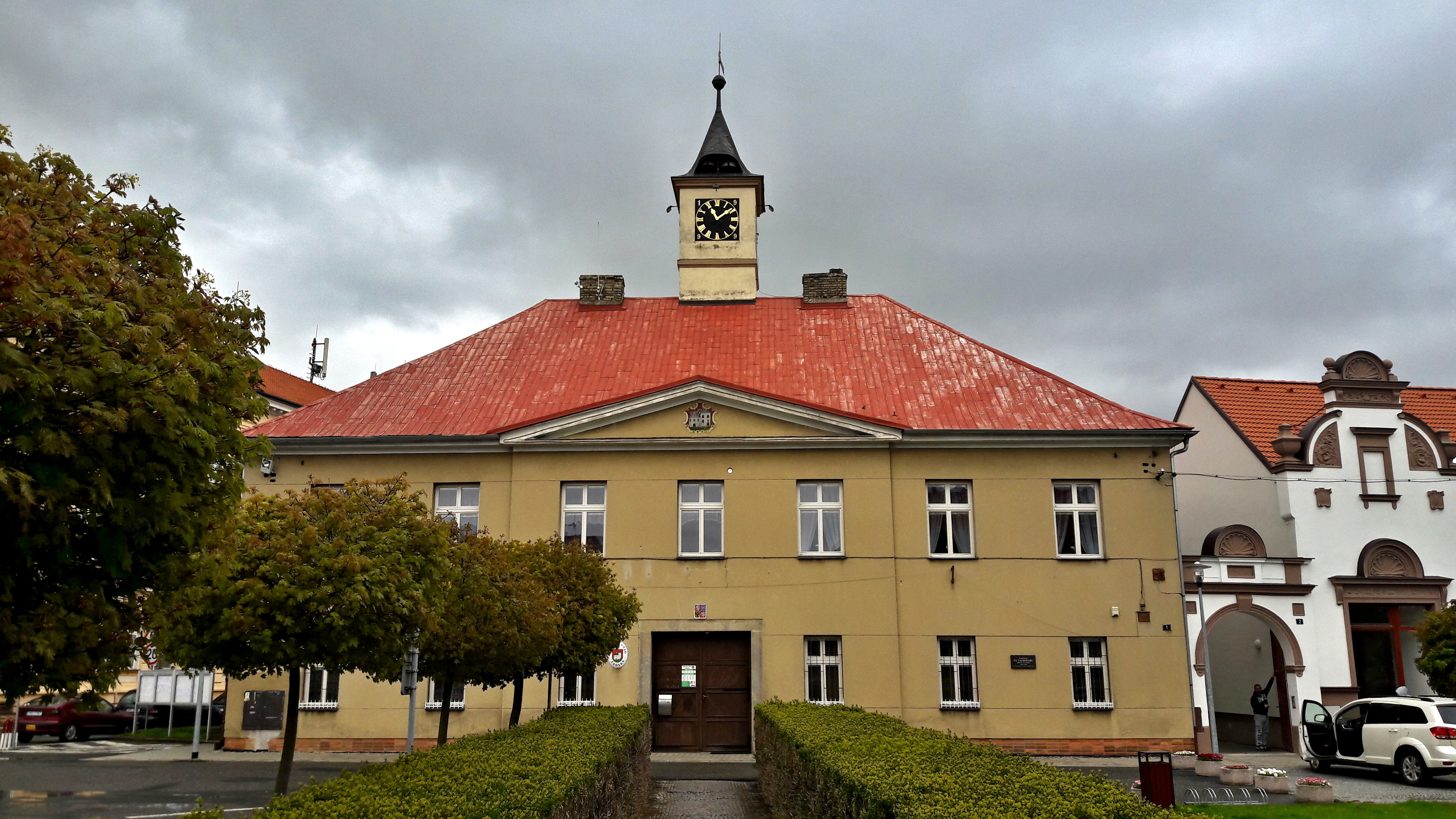
Městský úřad na Palackého náměstí

### Dějiny města
Město Sadská se nalézá pod výrazně vystupujícím kopcem v Polabské nížině. Svědecký kopec byl osídlen podle archeologických nálezů již před 6000 lety. Na kopci bylo založeno slovanské hradiště. Sadská snad bývala přemyslovskou pevností někde u čtyřmezí území Čechů, Charvátů, Pšovanů a Zličanů. Jméno Sadská je buď elipsou původního sousloví Sadská (rozuměj Osazená, tj. posádkou vybavená) hora, nebo je jméno odvozené od slova saky a "znamenalo (obec) měcháčská, tj. lidí tlustých".
První písemná zmínka o obci Sadská pochází z roku 993, kdy se její jméno objevuje v zakládací listině Břevnovského kláštera, je však možné, že existovala již dříve, neboť v Kosmově kronice české je zmínka o selském dvorci, ležícím v lukách v místech dnešní ulice Na Valech.
Kdysi býval na kopci přemyslovský knížecí dvorec, správní středisko kraje. Ve knížecím dvorci se odehrály tři zemské sněmy: roku 1110 svolaný Vladislavem I., 1138 Soběslavem I. a 1189 Konrádem II. Otou, který tam vydal Statuta Konrádova (latinsky iura Conradi nebo iura ducis Ottonis). Největší rozmach obce nastává ve 12. století, kdy český kníže Bořivoj II. (okolo 1064–1124) zde nechává stavět v letech 1117–1118 románský kostel svatého Apolináře spolu s kapitulou. Význam obce dokládá i volba sadského probošta Otty ze Švábenic dne 23. února 1140 pražským biskupem.
Za vlády Václava II. se knížecí palác v Sadské rozpadá a upadá i význam obce. Ještě roku 1342 je papežem Klimentem VI. jmenován děkanem sadským Bohata, který je zároveň i kanovníkem pražským a vratislavským. Ovšem Karel IV. a pražský arcibiskup Arnošt z Pardubic, který v Sadské jako děkan řadu let působil, přenášejí v roce 1362 kapitulu ke svatému Apolináři do Prahy a v Sadské usazují augustiniány z Roudnice. Ti tam zůstávají jen do husitských válek, kdy je klášter husity vypálen. Vypálena je posléze i obec Zikmundovými německými žoldnéři při trestné výpravě proti Hynku Bočkovi z Poděbrad.
Od roku 1547 patřila Sadská královskému městu Poděbrady. Pod kopcem vznikla nová ves, která byla v roce 1562 Ferdinandem I. povýšena na městečko neboli městys. V roce 1607 dostalo městečko stejná práva jako nedaleké Poděbrady. Roku 1608 je zrušena sadská rychta a obce Hradištko, Písty, Zvěřínek, Hořátev a Chválovice jsou připojeny k rychtě polabecké. Za třicetileté války přišla Sadská o městský archiv. Veškeré písemnosti Švédové zničili či odvezli. Na přelomu let 1680 a 1681 byl v Čechách mor. V Sadské zemřelo zejména mnoho zpěváků. Během selského povstání (1775) se Sadská rebelům ubránila a nevydala požadovaný počet mužů k selskému vojsku. Městem se Sadská stala roku 1784.
Roku 1777 byly obě císařské vinice, založené snad ještě za Jana Lucemburského, převedeny na město a rozděleny, přičemž první vinice na jižní stráni pod farou byla rozdělena na pozemky pro stavbu domků, druhá vinice rozdělena na díly patřící k jednotlivým domkům. Tak vznikla nová obec Sadské zvaná Eichelburk s vlastním rychtářem. Eichelburk byl připojen k Sadské v roce 1850. Jméno obec získala podle krajského komisaře z Eichelburku, který na majetkový převod dohlížel. Dnes se této části Sadské říká Na vinici.
Roku 1817 bylo v Sadské založeno ochotnické divadlo. Sál mělo v horní Staré radnici. Po jejím vyhoření se divadlo přesunulo k "Paroubkům". Poštovní úřad byl v Sadské založen v letech 1832–1833. Roku 1820 byla do provozu dána nová škola (stará byla vedle staré radnice, dnes dům „u Buršů“, čp. 179). Stavba nové školy trvala tři roky. Dnes tuto budovu využívá městské muzeum. Roku 1901 byla otevřena chlapecká i dívčí škola měšťanská v Sadské v budově, v níž je dodnes.
Roku 1827 proběhl ve městě velký požár. Shořelo 126 domů včetně staré radnice a Paroubkovského chudobince. Během 19. století prošlo Sadskou několik epidemií cholery. První vlna proběhla v roce 1832 (únor a září, celkem zemřelo 88 lidí), druhá v roce 1836. Další dvě vlny přišly v letech 1850 a 1866. Poslední trvala od 25. srpna do 22. října, denně umíralo až deset osob.
Při novém administrativním dělení Čech na kraje, hejtmanství a okresy v padesátých letech 19. století Sadská odmítla stát se okresním sídlem.
Sadskou zmiňuje na mnoha místech svých Pamětí rychtář nedalekých Milčic a významný barokní písmák František Jan Vavák.

### Exulanti
V době pobělohorské během slezských válek emigrovaly z náboženských důvodů celé rodiny do pruského Slezska. Z obce Sadská prokazatelně emigroval už před rokem 1741 do Berlína Matěj Vadimský (* 1702) s manželkou Kateřinou (roz. Štumpová) a dcerou Kateřinou. Kazatel Jan Liberda, jeden z organizátorů emigrace, měl šest pomocníků a Matěj Vadimský ze Sadské byl jedním z nich. Spolu s kantorem Zlatníkem se starali o nově příchozí emigranty v Münsterbergu. Matěj byl starším českého sboru v Münsterbergu, tam se chtěl se svou rodinou usadit, a proto tam koupil dům. Na začátku roku 1745 ale rodina město kvůli válce opustila a po návratu do Berlína se jim narodila dcera. Do Münsterbergu se už nevrátili, ačkoli jim ještě v roce 1747 dům patřil. Matěj obchodoval s obilím v Berlíně. Tam 10. června 1752 zemřel.

### Lázeňství
V roce 1714 nechal farář Jan Vilým Schreitter ze Schreittenthalu (farářem v Sadské 1711–1734) kopat vedle svého „močidla na len“ v místě pramene, z něhož obvykle pil a jemuž přisuzoval uzdravující moc. Pod zemí nalezli starší kamenem vroubenou studni. Na místě vztyčili kříž. Nad pramenem vznikla 1721 malá kaplička Bolestné Rodičky Boží a menší dřevěné lázeňské stavby (komůrky) včetně příbytku pro lázeňského, který byl zároveň kostelníkem. Polorozpadlá kaplička byla v roce 1775 stržena a vedle vystavěna nová kaple. Během 18. století se lázeňské stavby kolem pramene a kaple rozšiřovaly. Vystavěl se hostinec a zděná stavba pro ubytování hostů (roku 1751 – dle Vaváka). U lázní byl roku 1837 založen i cukrovar, který během let zničil v prameni vodu. Lázně byly vyhledávané naposledy v 50. letech 19. století, pak byly zrušeny.
Nové lázně (V Bořích za mlýnem Celnou, dnes na konci ulice Lázeňské) byly založeny spolu s městskou lázeňskou akciovou společností v roce 1882. Koncesi získal sadský lihovarník Ferdinand Tobolka, který ovšem záhy zkrachoval. Vlastní pramen vykopal a dřevěnou stavbu nad ním zbudoval prof. Otakar G. Paroubek. Po zkušenosti se soukromým koncesionářem Sadská odmítla prodat městské lázně, jako to udělali v obdobně velkých Poděbradech. Lázně proto postupně upadaly a Sadská zůstala z turistického a správního pohledu relativně nevýznamnou obcí.

### Folklor
O lomu u Sadské se vypráví, že do něj někdo schválně nasadil piraně.
Ve městě Sadská (3057 obyvatel) byly v roce 1932 evidovány tyto živnosti a obchody:
- Instituce a průmysl: poštovní úřad, telefonní úřad, telegrafní úřad, četnická stanice. katolický kostel, sbor dobrovolných hasičů, 3 výrobny cementového zboží, 4 elektrotechnické závody, cihelna, Cukrovarnická akciová společnost v Sadské, továrna pro fotografický obchod, hospodářské strojní družstvo, továrna na železná kamna, knihtiskárna, 2 mlýny, továrna na poživatiny, stavitel, továrna na cementářské stroje, továrna na stroje na klobouky, 2 velkostatky.
- Služby (výběr): 2 lékaři, zubní lékař, 4 autodopravci, biograf Sokol, 2 drogerie, fotoateliér, 3 galanterie, 2 hodináři, 11 hostinců, 3 hotely (U lva, Modrá hvězda, U Sokola), 4 kapelníci, 2 kožišníci, lázně, lékárna U Libuše, 2 nakladatelství, obchod s obuví Baťa, 2 radiopřístroje, Občanská záložna v Sadské, Okresní hospodářská záložna v Poděbradech, Spořitelna městská v Poděbradech, Spořitelní a záložní spolek pro město Sadskou, Živnostenská záložna v Sadské, stavební družstvo, tesařský mistr, 4 zahradnictví.

## Obyvatelstvo
| Rok            | 1869  | 1880  | 1890  | 1900  | 1910  | 1921  | 1930  | 1950  | 1961  | 1970  | 1980  | 1991  | 2001  | 2011  | 2021  |
| -------------- | ----- | ----- | ----- | ----- | ----- | ----- | ----- | ----- | ----- | ----- | ----- | ----- | ----- | ----- | ----- |
| Počet obyvatel | 3 121 | 3 244 | 3 125 | 3 150 | 3 096 | 3 057 | 3 238 | 3 099 | 3 011 | 2 904 | 3 058 | 3 104 | 3 059 | 3 260 | 3 271 |
| Počet domů     | 425   | 435   | 452   | 448   | 509   | 565   | 740   | 849   | 811   | 801   | 820   | 986   | 1 041 | 1 099 | 1 120 |

## Městská správa a politika
Od 1. ledna 1980 do 23. listopadu 1990 k městu patřil Zvěřínek.

### Územněsprávní začlenění
Dějiny územněsprávního začleňování zahrnují období od roku 1850 do současnosti. V chronologickém přehledu je uvedena územně administrativní příslušnost obce v roce, kdy ke změně došlo:
- 1850 země česká, kraj Jičín, politický i soudní okres Poděbrady[23]
- 1855 země česká, kraj Čáslav, soudní okres Poděbrady
- 1868 země česká, politický i soudní okres Poděbrady
- 1939 země česká, Oberlandrat Kolín, politický i soudní okres Poděbrady[24]
- 1942 země česká, Oberlandrat Hradec Králové, politický okres Nymburk, soudní okres Poděbrady[25]
- 1945 země česká, správní i soudní okres Poděbrady[26]
- 1949 Pražský kraj, okres Nymburk[27]
- 1960 Středočeský kraj, okres Nymburk
- 2003 Středočeský kraj, okres Nymburk, obec s rozšířenou působností Nymburk

### Politika
Do roku obecních voleb konaných na podzim 2014 byla starostkou obce Cecilie Pajkrtová (z ODS). Po nich ji vystřídala Eva Jurinová ze Změny pro Sadskou. V roce 2016 se stal starostou Milan Dokoupil ze stejné volební strany.

### Městské symboly
Znak města je historický, vlajka byla městu udělena rozhodnutím předsedy Poslanecké sněmovny Parlamentu České republiky dne 25. listopadu 2003.

## Doprava
Dopravní síť
- Pozemní komunikace – Městem vedou silnice II/330 Sadská – Nymburk – Činěves, II/334 Kouřim – Sadská a II/611 Praha – Sadská – Poděbrady – Chlumec nad Cidlinou – Hradec Králové.
- Železnice – Město leží na železniční trati Poříčany – Sadská – Hořátev – Nymburk. Jedná se o jednokolejnou elektrizovanou celostátní trať, doprava byla zahájena roku 1883.

Veřejná doprava 2011
- Autobusová doprava – Z města vedly autobusové linky např. do těchto cílů: Čelákovice, Kostelní Lhota, Nymburk, Pečky, Praha.
- Železniční doprava – Po trati Poříčany–Nymburk vede linka S12 (Poříčany – Nymburk) v rámci pražského systému Esko. Železniční stanicí Sadská jezdilo v pracovních dnech 22 párů osobních vlaků, o víkendech devatenáct párů osobních vlaků.

## Pamětihodnosti

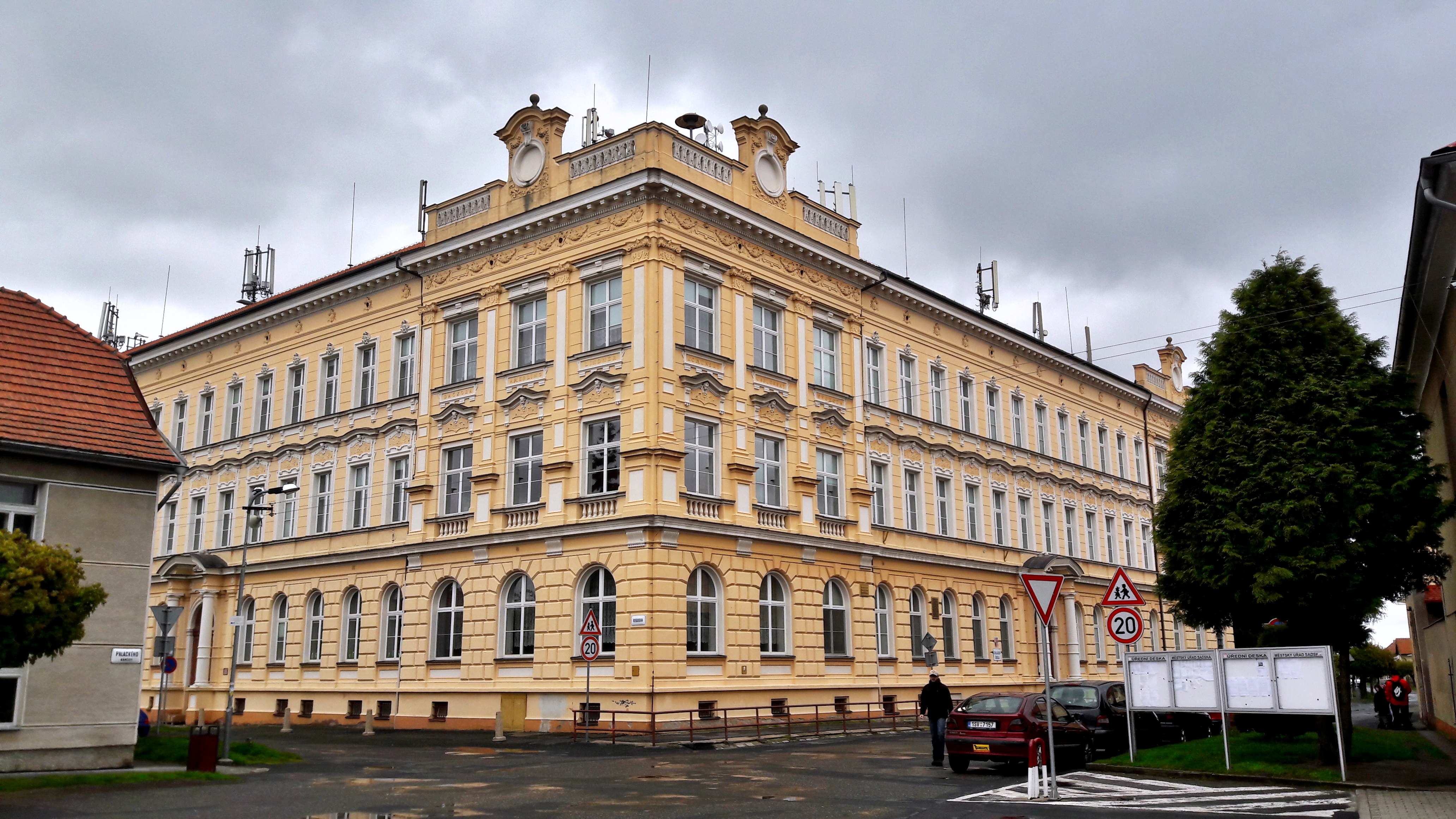
Budova školy na Palackého náměstí

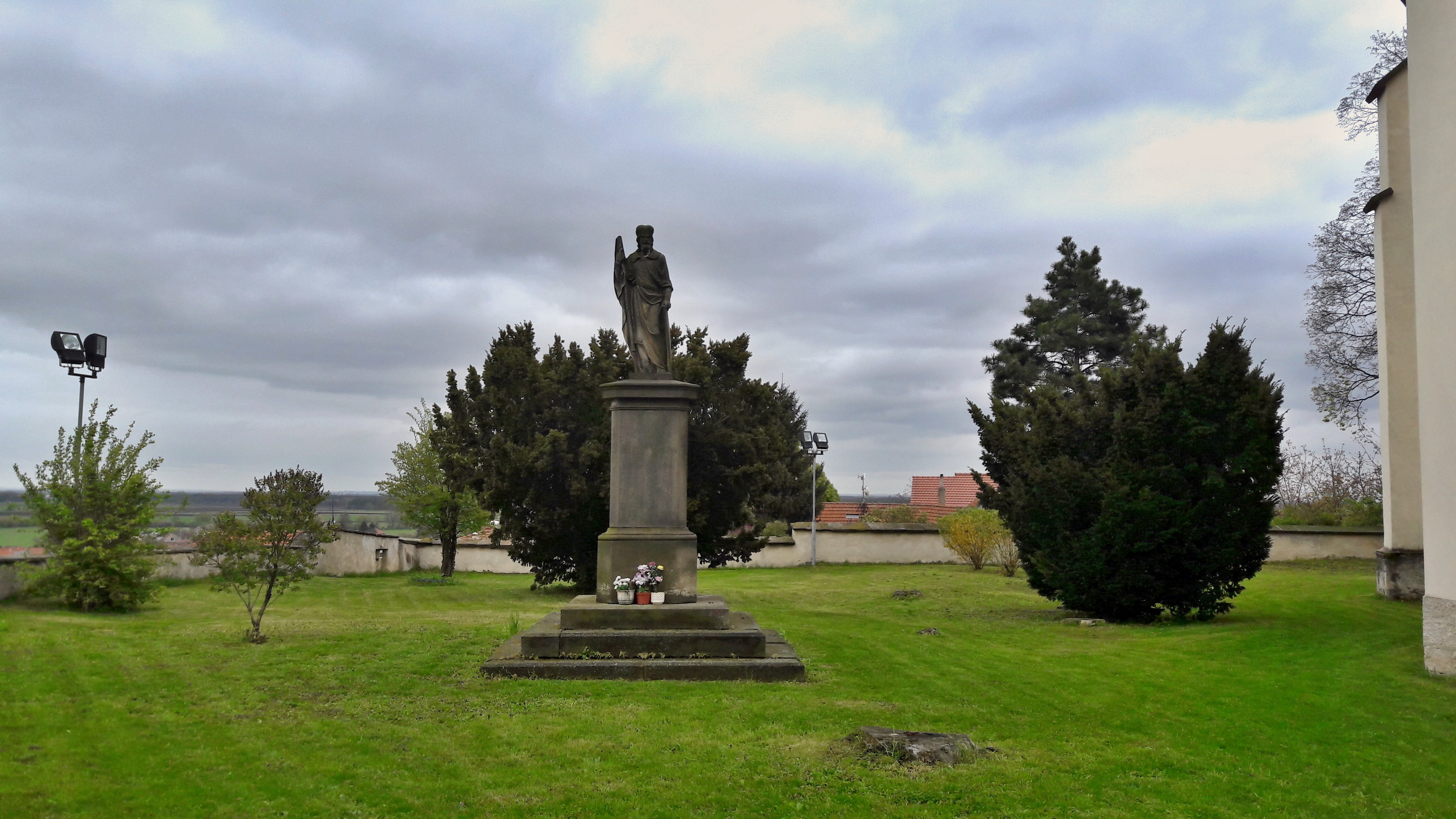
Socha svatého Václava u kostela

- Kostel svatého Apolináře na kopci nad městem je zdaleka viditelnou dominantou labské krajiny. Byl postaven ve 12. století knížetem Bořivojem II. jako původně románský při sadském klášteře. Koncem 14. století přestavěn goticky se síťově sklenutým presbytářem. V letech 1737–1739 byla provedena radikální barokně-gotická přestavba podle plánů Kiliána Ignáce Dientzenhofera. Ke gotickému presbytáři byla připojena napříč kostelní loď a věž, a tím byl vytvořen půdorys kříže. Na hlavním oltáři je obraz Kojící madony – vzácná vlámská práce z poloviny 17. století. Hlavní oltář je z roku 1722 od kutnohorského řezbáře F. M. Katterbauera. Oltářní obraz je z roku 1848 od Josefa Vojtěcha Hellicha (1807–1880) Před kostelem je křížek s ukřižovaným Kristem a na zatravněném pozemku u kostela je socha svatého Václava. Z kopce od kostela za dobré viditelnosti je vidět i na Sněžku. Z cesty od kostela ke hřbitovu je krásný rozhled na severovýchodní část města.
- Barokní městská zvonice s bání pochází z roku 1691. Původně byla osazena hodinami a její přízemí sloužilo jako vězení.
- Mariánský morový sloup byl vztyčen roku 1748 na náměstí. Na sloupu je socha Panny Marie s Ježíškem v náručí. U paty sloupu jsou sochy svatého Václava, svatého Floriána, svatého Apolináře a svatého Liboria.
- Barokní socha sv. Gotharda u silnice na Nymburk. Vysvěcena 20. července 1777. Původně stála na rozcestí cest do mlýna Celna a do Pístů, v roce 1908 byla přenesena na rozcestí cest do Nymburka a Hradištka.
- Kaple Bolestné Panny Marie u silnice do Prahy byla postavena v letech 1714–1721 u léčivého pramene. Barokní podobu získala kaple v letech 1775–1779 pravděpodobně podle staršího návrhu Kiliána Ignáce Dientzenhofera.[30] Byla postavena nad zázračným pramenem na půdorysu dvou pronikajících elips. V okolí kaple bývaly v minulosti lázeňské budovy.
- Dům s deskou W. A. Mozarta. V domě se zdobenou štukovou fasádou pobýval v roce 1787 hudební skladatel Wolfgang Amadeus Mozart. Jeho pobyt připomíná mramorová deska, osazená v roce 1902.
- Observační pilíř o výšce 10,5 metru se základnou 2,4 metru. Byl zřízen v roce 1824 nad trigonometrickým bodem při mapování. Jižně od tohoto bodu je krásný rozhled do krajiny.
- Radnice s věžičkou a hodinami byla postavena v letech 1842–1843. V jejím štítu je kolorovaný znak města.
- Budova školy v rohu náměstí je důstojnou dominantou. Byla postavena v roce 1902, projektant architekt Antonín Turek.
- Pomník obětem světové války vytvořil v roce 1926 sochař Rudolf Březa. Tvoří ho socha legionáře v póze římského vojáka s automatickými zbraněmi u nohou. Vedle pomníku jsou žulové desky se jmény padlých vojáků.
- Boží muka na polní cestě do Pístů byla zbořena v roce 1974. V roce 2013 byl Bílý kříž na původním místě obnoven.
- V lomu na západním konci města se nacházejí tzv. Obří hlavy – zajímavé tvary vznikající při rozpadu opuky a tzv. dřínovské koule tvořící pevné lavice vápenců v písčitých slínovcích.
- Rokokový zámek s oranžérií v blízkosti kaple Bolestné Panny Marie.
- Městské muzeum. Sadský rodák Otakar Georgius Paroubek odkázal ve své závěti (2. února 1909) svou knihovnu městu jako základ muzea. Ihned byl založen muzejní spolek a roku 1910 bylo Městské muzeum v Sadské zřízeno. Dnes je pobočkou Polabského muzea v Poděbradech a ve svých expozicích představuje historii Sadské a přibližuje místní významné rodáky.[31]
- Secesní vily na ulici Lázeňská, některé navržené Janem Kotěrou.
- Funkcionalistická vilka v ulici U Růži (č.e. 711), citující z Feuersteinova nymburského krematoria, dnes po nevhodné přestavbě s fasádou obloženou umělým kamenem.
- Paroubkovská kaplička při levé straně silnice II/330 ze Sadské do Zvěřínku.
- Do západní části katastrálního území města zasahuje přírodní památka Kersko.

## Rodáci
- František Xaver Němeček (1766–1849), hudební kritik, první Mozartův životopisec
- Karl Daniel Weinrich (1843–1926), rakouský politik německé národnosti, poslanec Říšské rady a Českého zemského sněmu
- František Krátký (1851–1924), fotograf
- Otakar Georgius Paroubek (1856–1909), spisovatel a kartograf
- Jindřich Skopec (1873–1942), profesor prvního dívčího gymnázia Minerva, adjunkt archivu kapituly pražského Hradu, editor Pamětí Františka Jana Vaváka z Milčic[32]
- Karel Vika (1875–1941), učitel, redaktor, spisovatel a vydavatel vlastních děl
- Rudolf Sokol (1876–1927), geolog
- Vlasta Jelínková (1904–1988), herečka
- Václav Marek (1908–1994), cestovatel, spisovatel, lappolog a překladatel ze sámských jazyků

## Galerie

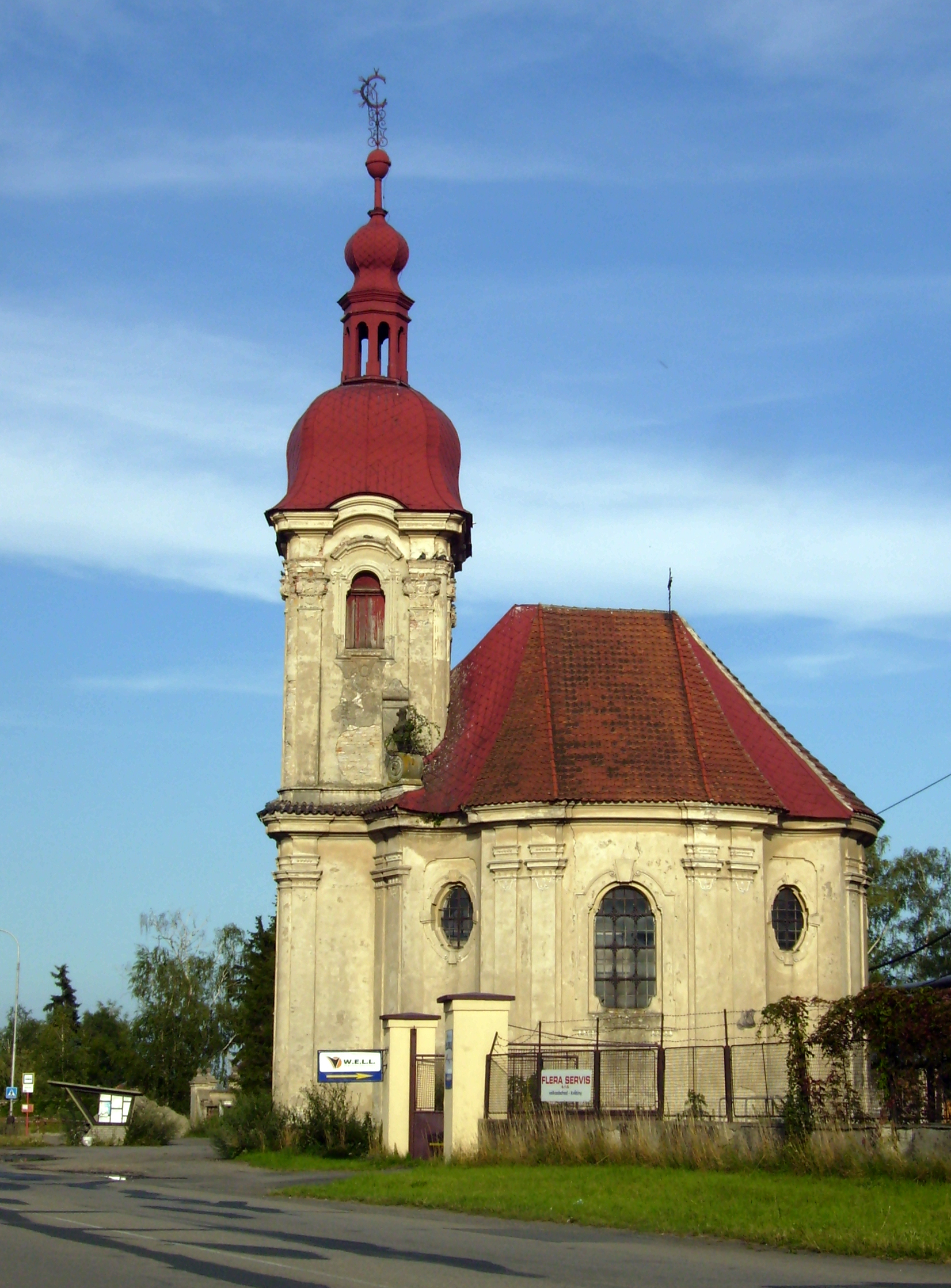
Kaple Bolestné Panny Marie
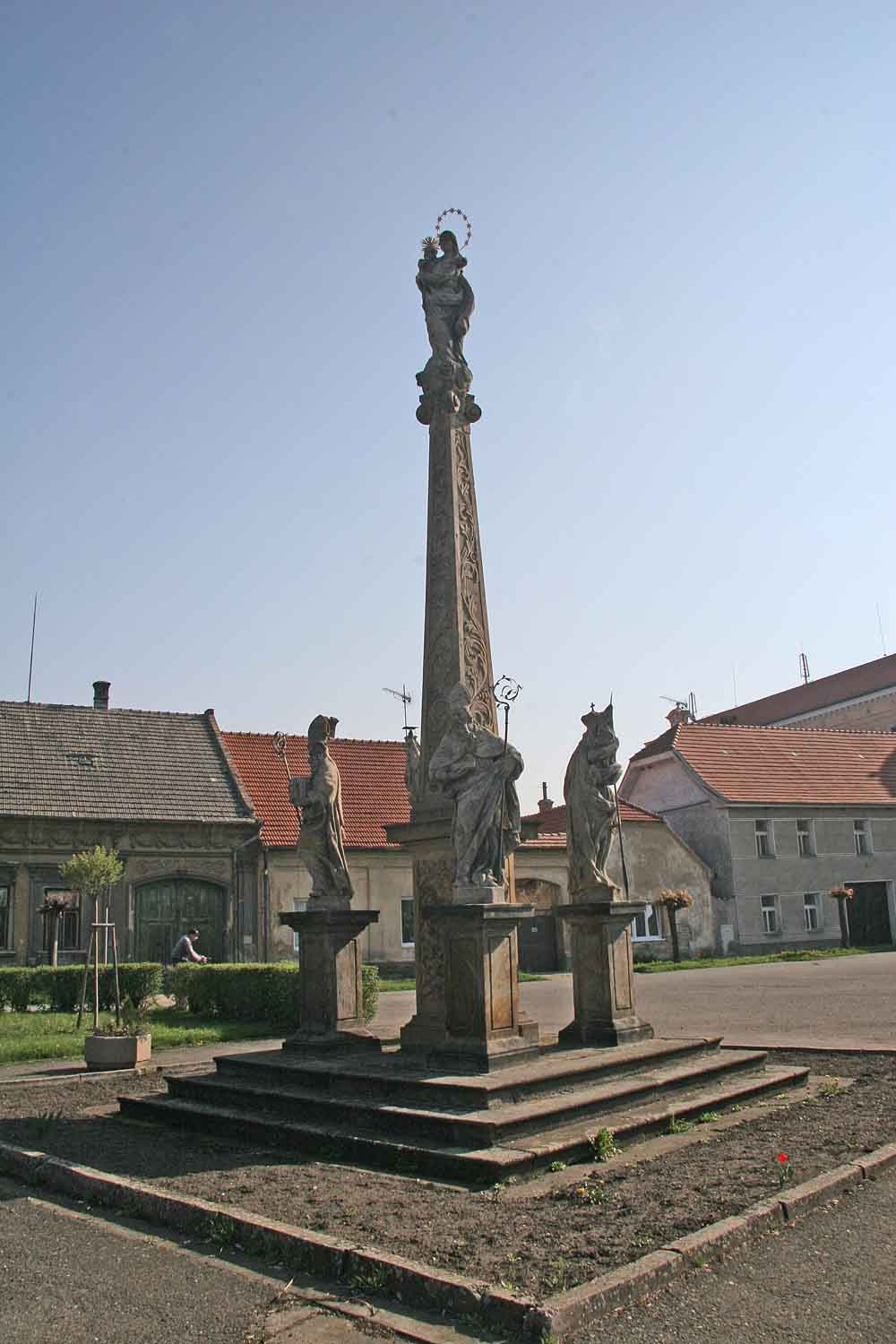
Morový sloup na náměstí
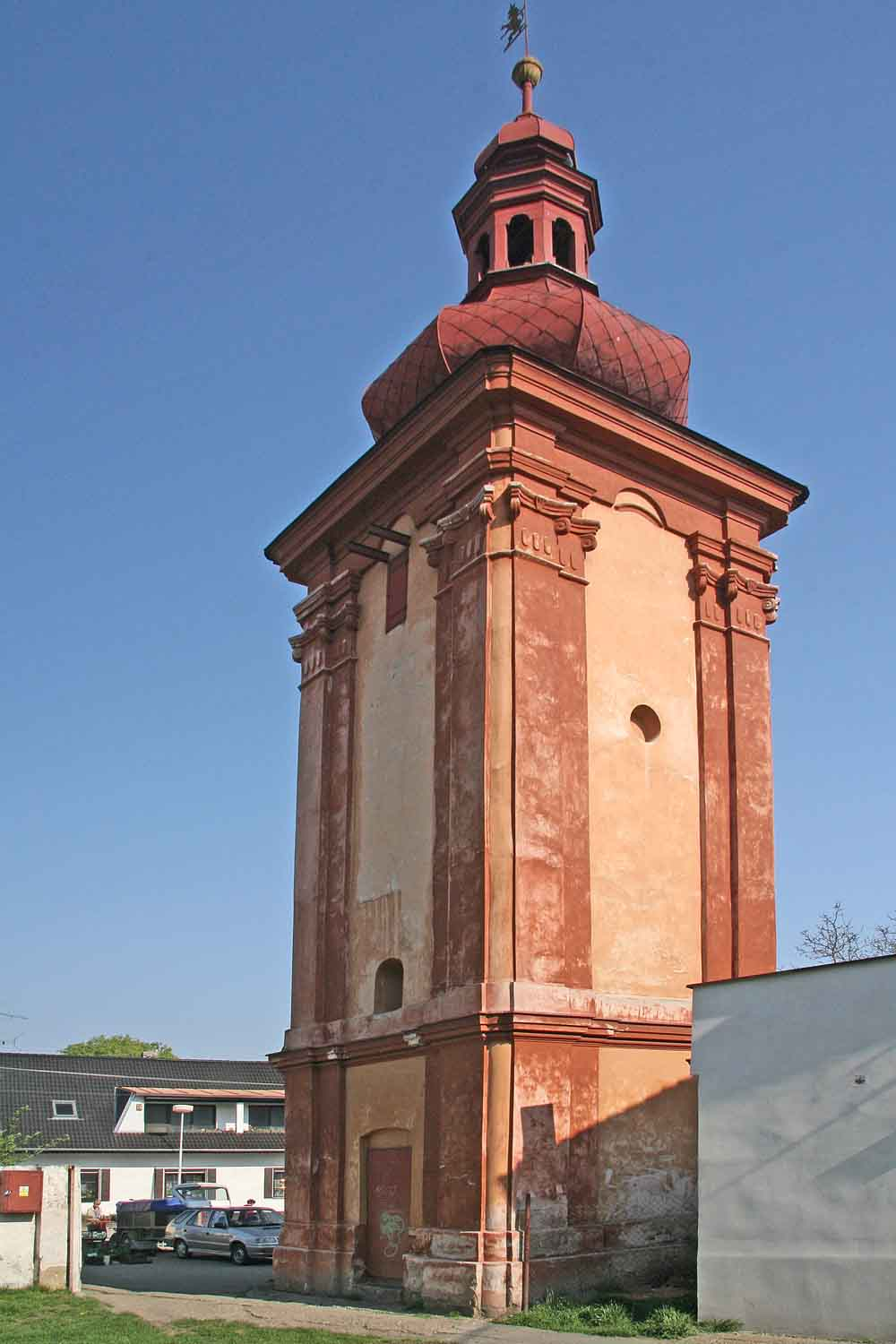
Barokní městská zvonice
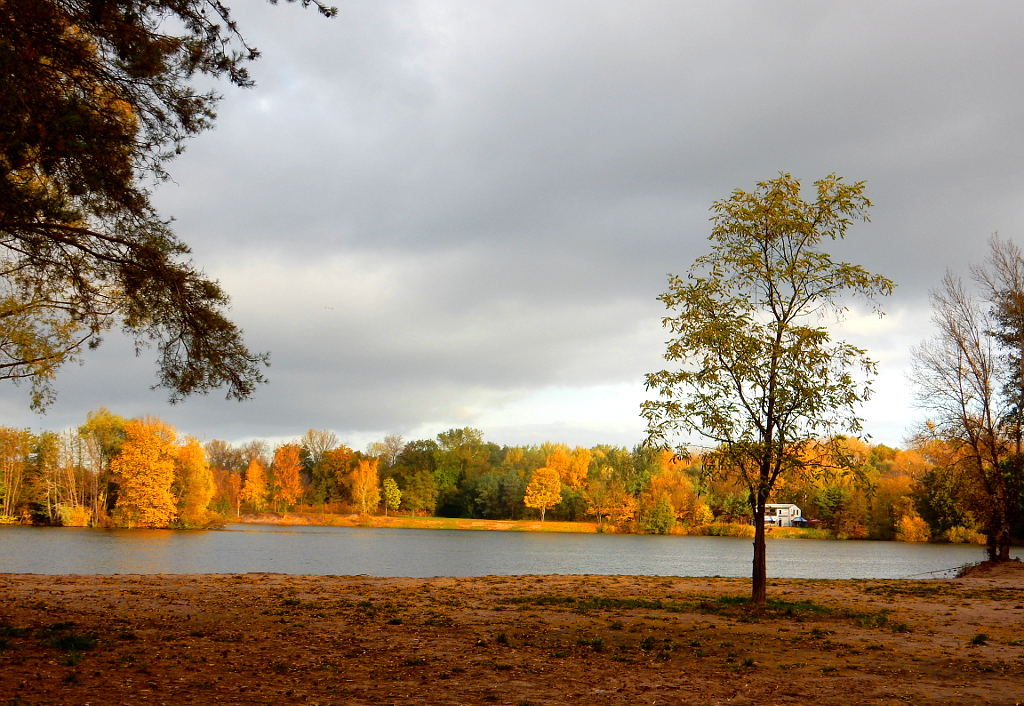
Jezero Sadská
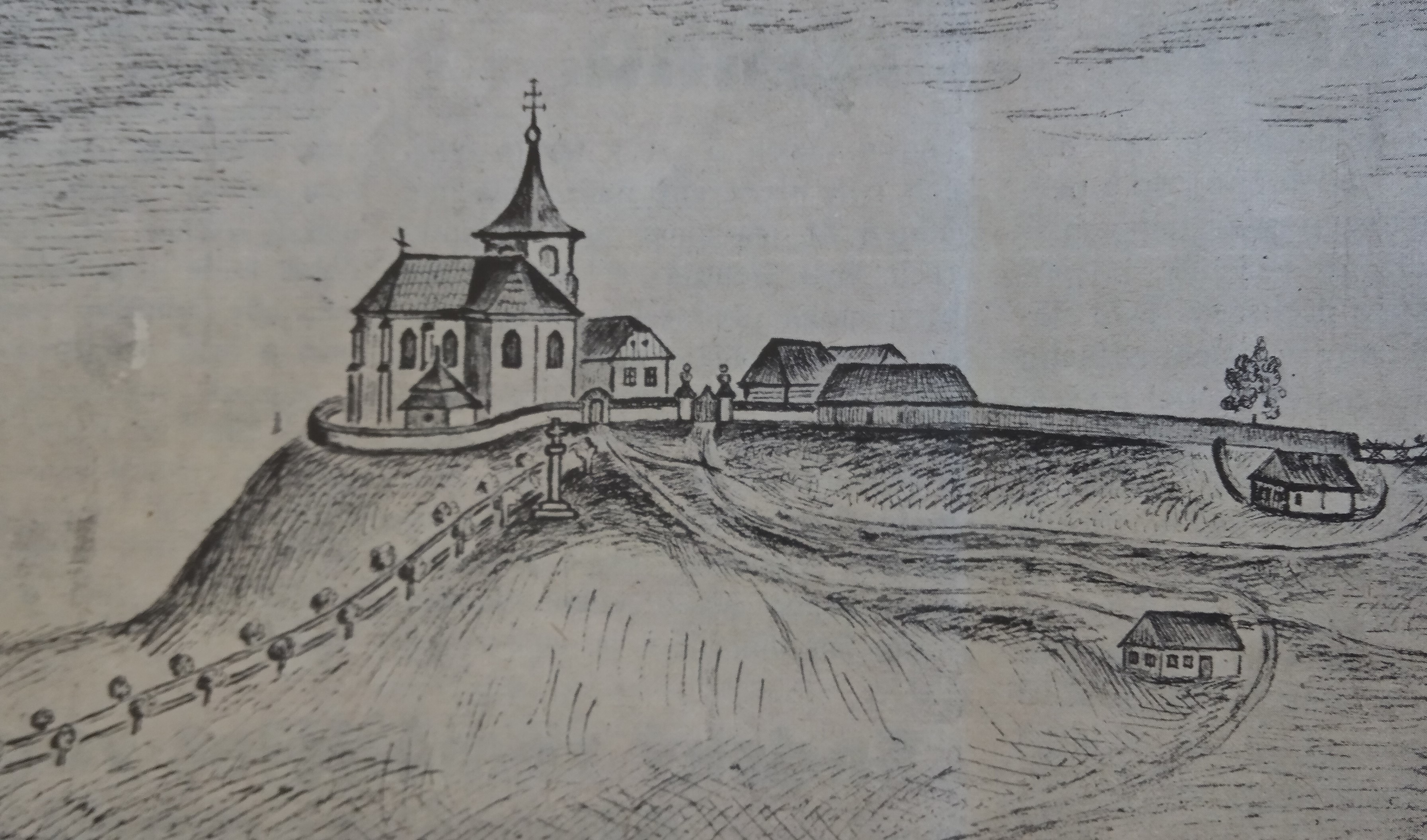
Svatý Apolinář s kostnicí a farou, Mardlův kříž (1808)
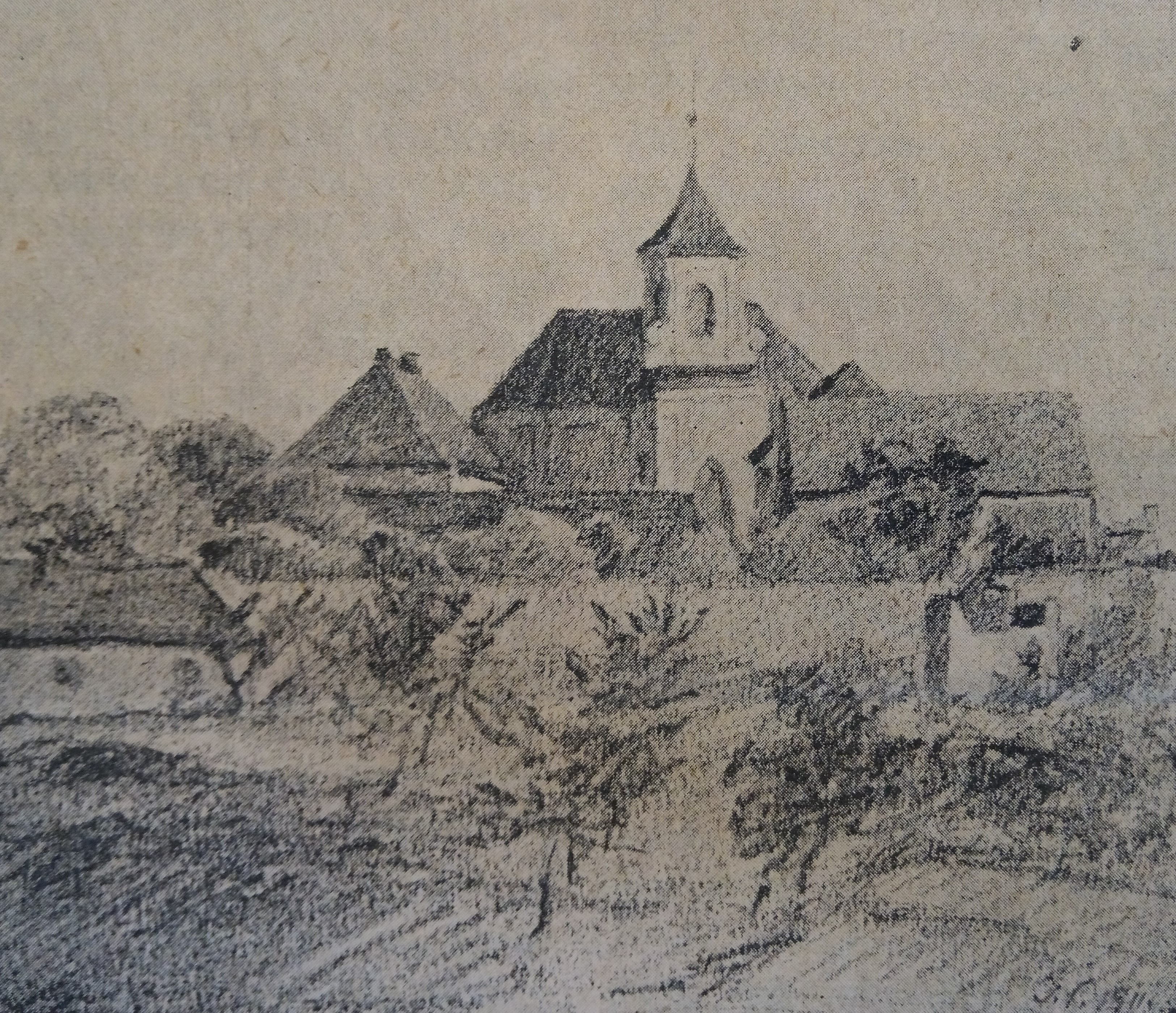
Svatý Apolinář (1934)
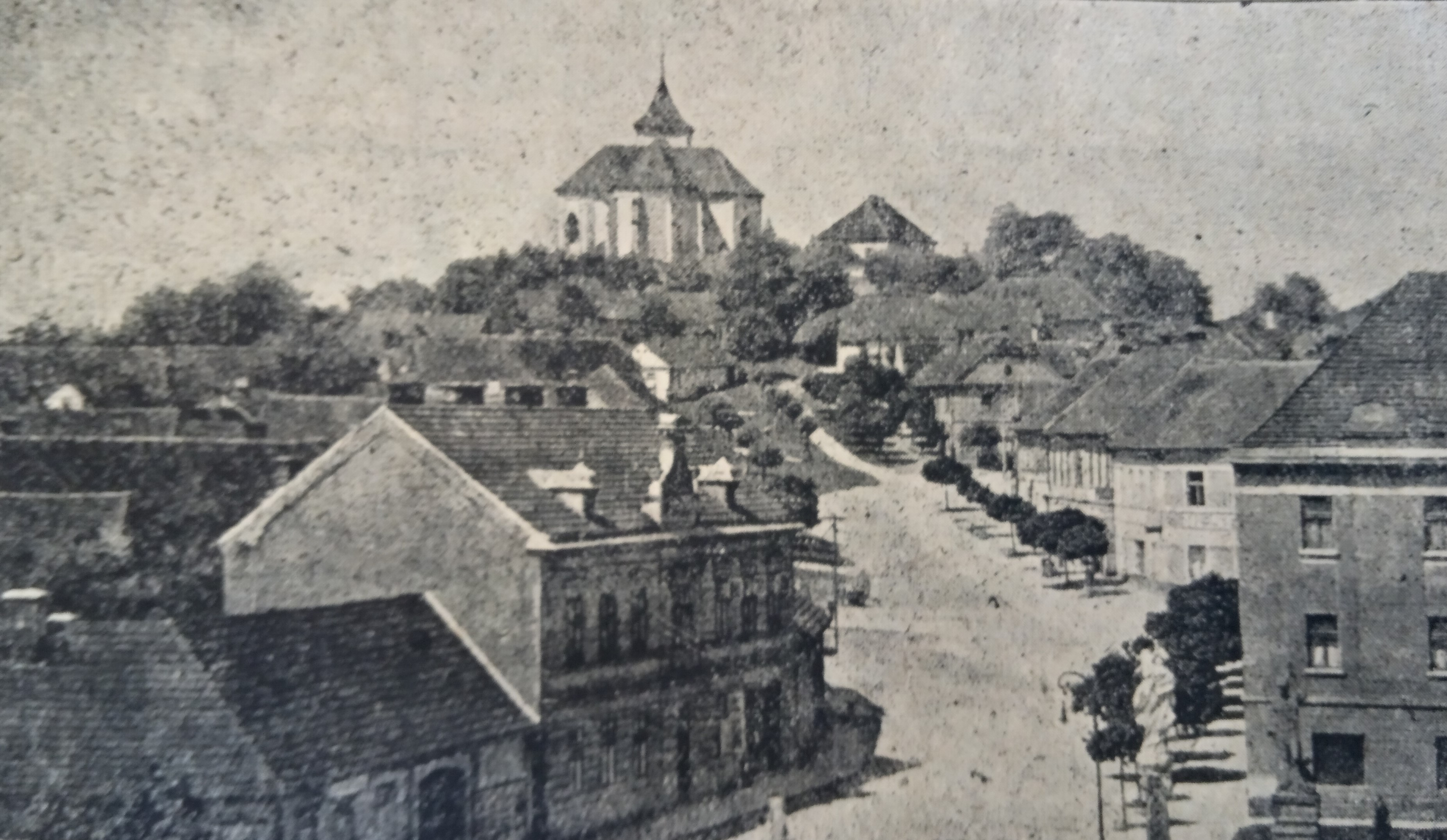
Pohled od východu (1934)